# O miłości ksiąg dwie
O miłości ksiąg dwie – rozprawka Cypriana Kamila Norwida z 1857 roku na temat miłości w małżeństwie w dwóch księgach.

## Powstanie utworu
Rozprawka Norwida powstała w drugiej połowie 1857 jako rezultat jego refleksji na temat jego ostatnich perypetii uczuciowych: nieudanych zabiegów o rękę Marii Trębickiej (Smutną zaśpiewam pieśń...) oraz bliżej nieznanej przygody, o której pisał w liście do tejże Trębickiej z 28 sierpnia 1857 (248): spotkałem kobietę i oszukałem się w dni niewiele, jak zawsze, ile razy kobiecie jako kobiecie wierzyłem. (...) Zresztą to tak być musi – kobiety wieku tego, a mianowicie polskie, są najczęściej osoby przymiotów anielskich – bez najmniejszej ironii to powtarzam: przymiotów anielskich. W obliczu Aniołów czas jest żadnym warunkiem – praca niezrozumiałą rzeczą – dramat piosnką.
Polecenie napisania rozprawki wyszło od Marii Bolewskiej, która główne jej myśli poznała bezpośrednio z ust Norwida. Poeta spełnił jej życzenie, między innymi po to, by ją zniechęcić do dalszych prób swatania go, ukazując jak pesymistycznie ocenia szanse współczesnych mu polskich małżeństw. Utwór ukazał się w Pamiętniku Biblioteki Kórnickiej w 1958.

## Treść

### Księga I
Każda miłość, ponieważ jest miłością dopełnia się i harmonizuje dzięki innej miłości. Tak miłość Boga uzupełnia miłość bliźniego. Jeśli tak jest z najwyższą miłością, również te niższe muszą mieć miłość towarzyszącą im i dopełniającą je. Chcąc uniknąć zawodów młody człowiek powinien zapytać najpierw: czy ona kocha? Zanim zapyta: czy ona kocha mnie? U matek miłość macierzyńską powinna wyprzedzać miłość prawdy, która widzi poza ograniczoną liczbę konsekwencji, które podsuwa rozsądek, a które mogą zostać obalone nazajutrz po ślubie. Ojcowie powinni patrzeć przez miłość społeczeństwa, która obejmuje dalekie następstwa. W ten sposób można by uwolnić społeczeństwo od niepotrzebnych tragedii i niszczących bólów.

### Księga II
Określiwszy, że każda miłość indywidualna powinna być zrównoważona odpowiadającą jej miłością idealną, autor ukazuje następnie za pomocą przypowieści, jak rozpoznać najpierw czy on lub ona kocha. Do Rotschilda zgłaszał się wielokrotnie pewien ubogi człowiek z prośbą o posadę. Pewnego razu Rotschild spostrzegł, że wychodząc od niego ubogi ów człowiek schylił się podniósł z ziemi zgiętą szpilkę, wyprostował ją i wpiął w klapę swego fraka. Wówczas kazał go przywołać i dał mu miejsce o wiele znakomitsze od żądanego.
Każda kobieta przeniesie zręcznego i gładkiego światowca nad szczerze kochającego ją prostaczka. Przenoszenie pięknych form jest bowiem instynktem społeczeństwa, które kształci się przez ogładę i formy. Każda zaś młoda istota przeczuwa, że małżeństwo nie jest tylko adorowaniem się dwojga ludzi, lecz i ważnym węzłem społeczeństwa. Nieświadomie więc zachwyca się owymi fałszywymi pięknymi formami. 
Dalej powiedziane jest w Ewangelii, że będą dwoje jednym ciałem, dwie zatem dusze powinny tworzyć jedno ciało, a nie dwa ciała jedną duszą. Postępując wbrew Ewangelii, zamiast wzmacniać małżeństwo, osłabia się je i usypia, doprowadzając do tego, że najpiękniejsze natury przywołują skandal rozwodu. Dzieje się tak dlatego, że po roku takiego małżeństwa potrzeba swobody bytu wywołuje w duszy bunt, że musiała coś opuścić, coś wybrać. Gdy się ten bunt o krok dalej posunie albo żelazną wolą stłumi następuje powolne wewnętrzne spalanie. Aż umiera taka niewiasta świątobliwie na suchoty, a osierocone dzieci wspominają, że mama była czegoś nieszczęśliwa. Mąż każe Włochowi wznieść dla niej nagrobek i żali się na niewygody w domu.